# Raión de Novoduguinó
El raión de Novoduguinó (ruso: Новодугинский район) es un distrito administrativo y municipal (raión) ruso perteneciente a la óblast de Smolensk. Se ubica en el noreste de la óblast. Su capital es Novoduguinó.
En 2021, el raión tenía una población de 8672 habitantes.
El raión es completamente rural. Es limítrofe al noroeste con la vecina óblast de Tver.

## Subdivisiones
Comprende los asentamientos rurales de Novoduguinó (la capital), Vysókoye, Dneprovskoye, Izvekovo y Tiósovo. Estas cinco entidades locales suman un total de 218 localidades.